# Náli
Náli is in J.R.R. Tolkiens fictieve wereld Midden-aarde een dwerg van Erebor.
Náli ging mee op expeditie met Balin om Moria te herkoloniseren in het jaar 2989 van de derde Era. In 2994 kwamen de dwergen vele orks tegen. Náli werd gedood in de tweede hal samen met Lóni en Frár. Zijn dood werd opgeschreven in het boek van Mazarbul dat in 3019 door het Reisgenootschap van de Ring werd gevonden.